# Tomosvaryella tridens
Tomosvaryella tridens är en tvåvingeart som beskrevs av Hardy 1950. Tomosvaryella tridens ingår i släktet Tomosvaryella och familjen ögonflugor.
Artens utbredningsområde är Kongo. Inga underarter finns listade i Catalogue of Life.